# (7880) 1992 OM7
(7880) 1992 OM7 là một tiểu hành tinh vành đai chính. Nó được phát hiện bởi Henri Debehogne và Álvaro López-García ở Đài thiên văn La Silla ở Chile ngày 19 tháng 7 năm 1992.